# 罗伯特·佩奇 (赛艇运动员)
罗伯特·佩奇（英語：Robert Page，1936年9月14日—1991年4月14日），新西兰男子赛艇运动员。他曾代表新西兰参加1962年大英帝国和英联邦运动会赛艇比赛，获得男子八人单桨有舵手银牌。